# Márcio May

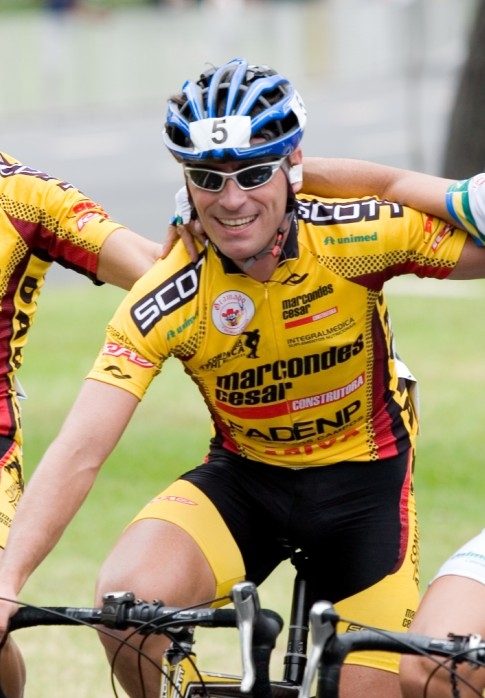
Márcio May bei der Copa America de Ciclismo 2008

Márcio May (* 22. Mai 1972 in Salete, Santa Catarina) ist ein ehemaliger brasilianischer Radrennfahrer.
1996 gewann er das Straßenrennen der Männer bei den Panamerikanischen Meisterschaften. Bei der B-Weltmeisterschaft 2003 belegte Márcio May den fünften Rang im Zeitfahren und beim Straßenrennen den 21. Rang. Die damals neu gegründete UCI America Tour 2005 beendete May auf dem neunten Rang der Gesamtwertung. 2006 konnte er das brasilianische Etappenrennen Volta Ciclistica do Paraná für sich entscheiden. Dreimal – 1992, 1996 und 2004 – startete May bei Olympischen Spielen; 1992 belegte er mit der brasilianischen Mannschaft im Zeitfahren Platz 20. 1996 und 2004 startete er im Straßenrennen, gab aber beide Mal auf.
May fuhr 2007 eine Saison lang für die Radsportmannschaft Scott-Marcondes Cesar. Anschließend beendete er seine Radsport-Laufbahn.

## Erfolge (Auswahl)
1997
- Gesamtwertung Tour de Santa Catarina

1998
- Gesamtwertung Tour de Santa Catarina

1998
- Prolog Vuelta Ciclista de Chile

2002
- eine Etappe Vuelta Ciclista de Chile
- Prolog Tour de Santa Catarina

2003
- Gesamtwertung Volta de Goias

2004
- Gesamtwertung Tour do Rio

2005
- eine Etappe und Gesamtwertung Tour de Santa Catarina

2006
- Gesamtwertung Volta Ciclistica do Paraná
- Gesamtwertung Volta de Goias

## Teams
- 2007 Scott-Marcondes Cesar